# Registro cuántico
En computación cuántica, un registro cuántico es un sistema comprendiendo por múltiples cúbitos. Es el equivalente cuántico del registro de procesador clásico. Los ordenadores cuánticos ejecutan computaciones manipulando cúbitos dentro de un registro cuántico.

## Definición
Un registro cuántico de tamaño {\displaystyle n} es un sistema cuántico comprendiendo por {\displaystyle n} cúbitos.
El Espacio de Hilbert, ,{\displaystyle {\mathcal {H}}} en el que los datos están almacenados en un registro cuántico está dado por  
{\displaystyle {\mathcal {H}}={\mathcal {H_{n-1}}}\otimes {\mathcal {H_{n-2}}}\otimes \ldots \otimes {\mathcal {H_{0}}}}
dónde {\displaystyle \otimes } es el producto tensorial.
El número de dimensiones de un espacio de Hilbert depende de qué tipo de sistemas cuánticos está compuesto el registro. Los cúbitos conforman espacios complejos 2-dimensionales, mientras que los qutrits conforman espacios complejos 3-dimensionales, etcétera. Para un registro compuesto de N sistemas cuánticos de nivel d, tenemos el espacio de Hilbert{\displaystyle {\mathcal {H}}=(\mathbb {C} ^{d})^{\otimes N}=\underbrace {\mathbb {C} ^{d}\otimes \mathbb {C} ^{d}\otimes \dots \otimes \mathbb {C} ^{d}} _{N{\text{ veces}}}\cong \mathbb {C} ^{d^{N}}.}

## Comparación con los registros clásicos
Primero que nada, hay una diferencia entre los conceptos de registro cuántico y registro clásico.
Un registro clásico de tamaño n está dado por una secuencia de {\displaystyle n} biestables. Un registro cuántico de tamaño {\displaystyle n} es meramente una secuencia, o colección de {\displaystyle n} cúbitos. 
Más aún, mientras que un registro clásico de tamaño {\displaystyle n} es capaz de almacenar solamente las {\displaystyle 2^{n}} posibilidades abarcadas por {\displaystyle n} bits puros clásicos, un registro cuántico es capaz de almacenar todas las {\displaystyle 2^{n}}  posibilidades abarcadas por cúbitos puros cuánticos al mismo tiempo.
Por ejemplo, consideremos un registro de 2 bits de ancho. Un registro clásico es capaz de almacenar sólo uno de los posibles valores representados por 2 bits -  {\displaystyle 00,01,10,11\quad (0,1,2,3)}, respectivamente.
Si  consideramos 2 cúbitos puros en superposición {\displaystyle |a_{0}\rangle ={\frac {1}{\sqrt {2}}}(|0\rangle +|1\rangle )} y {\displaystyle |a_{1}\rangle ={\frac {1}{\sqrt {2}}}(|0\rangle -|1\rangle )}, utilizando la definición de registro cuántico {\displaystyle |a\rangle =|a_{0}\rangle \otimes |a_{1}\rangle ={\frac {1}{2}}(|00\rangle -|01\rangle +|10\rangle -|11\rangle )}  y sigue que este registro es capaz de almacenar todos los valores posibles abarcados por dos cúbitos simultáneamente.